# Тимонино (посёлок, Красноярский край)
Тимо́нино — посёлок сельского типа в Ачинском районе Красноярского края России. Входит в состав Лапшихинского сельсовета. Посёлок при железнодорожной станции (разъезде) Тимонино, расположен в 18 км северо-восточнее райцентра Ачинск. В Тимонино проложена всего лишь одна улица — Луговая.

## Разъезд Тимонино
Относится к Красноярскому отделению Красноярской железной дороги,на участке Ачинск-Лесосибирск.
Станция служит примыканием подъездного пути  на нефтяной завод, расположенный к северо-западу от посёлка. Станция оснащена пассажирской платформой. Большинство жителей посёлка работают на железной дороге.

## Население
| 1989 | 2002 | 2010 |
| ---- | ---- | ---- |
| 77   | ↗84  | ↘55  |

Гендерный состав
По данным Всероссийской переписи населения 2010 года 30 мужчин и 25 женщин из 55 чел.